# Романов, Владимир Иванович (серийный убийца)
Влади́мир Ива́нович Рома́нов (5 декабря 1950, посёлок Ореховка, Гурьевский район, Калининградская область, РСФСР, СССР — 12 октября 2006, СИЗО №1, Калининград, Калининградская область, Россия) — советский и российский серийный убийца, насильник и педофил. В 1991 и 2001—2005 годах совершил не менее 12 убийств, сопряжённых с изнасилованиями.

## Биография

### Первые преступления
Родился 5 декабря 1950 года в селе Ореховка Гурьевского района Калининградской области. Жил в городе Багратионовск (Калининградская область). В 1991 году совершил двойное убийство девочек-подростков, тела которых закопал. Ввиду отсутствия трупов жертвы считались пропавшими без вести, и дело оставалось нераскрытым. В том же 1991 году Романов изнасиловал 12-летнюю девочку, пытался её задушить. Жертва осталась жива и дала описание преступника. Романов был арестован и осуждён на 10 лет лишения свободы. В тюрьме его «опустили». Вышел на свободу в 2001 году. Стал заниматься частным извозом.

### Серия убийств
Чтобы снова не попасть в тюрьму, он тщательно планировал свои преступления. Его жертвами становились девочки и девушки в возрасте от 12 до 19 лет. Он насиловал их, потом убивал. Тела закапывал в лесу, иногда бросал их в костёр.
Пытаясь установить личность маньяка, правоохранительные органы проверили 3 тысячи человек, ранее судимых за сексуальные преступления. Романов попадал в поле зрения 6 раз.
25 сентября 2006 года он попытался изнасиловать 24-летнюю девушку. Ей удалось убежать от Романова и запомнить номер его машины. Уже через два дня Романов был арестован. Он сразу же стал рассказывать о серии убийств девочек, которые совершал в 2001—2005 годах. Всего было установлено 10 эпизодов. Признался и в двойном убийстве, совершённом в 1991 году.
Романов довольно подробно рассказал о своих убийствах. Вот некоторые из описаний:
Несколько лет назад в послеобеденное время на автомашине «Форд-Фиеста» или «Опель-Кадет» я ехал по дороге Калининград-Мамоново в сторону Калининграда. Около пос. Пятидорожное я увидел идущую в сторону Мамоново девочку лет четырнадцати. Я предложил подвезти её. Я решил, что в случае, если она сядет в машину, то я её убью. На моё предложение она согласилась и сказала, что ей надо в Мамоново. По пути в сторону Мамоново я свернул с дороги вправо и заехал в безлюдное место. Там я при помощи ножа заставил её раздеться и совершил с ней половой акт, после чего убил её, нанеся ей удары ножом в шею. Труп спрятал в кустарнике.
Через некоторое время я ехал на автомашине «Форд-Фиеста» или «Опель-Рекорд» по посёлку Долгоруково. В посёлке я увидел стоявшую девочку лет четырнадцати. Я предложил подвезти её. Я решил, что в случае, если она сядет в машину, то я её убью. На моё предложение она согласилась и сказала, что ей надо в Дубровку. Я привёз её в безлюдное место в районе пос. Чапаево, где убил её — нанёс несколько ударов ножом в шею. Труп спрятал в канаве.
Через некоторое время я ехал на автомашине «Форд-Фиеста» по дороге Багратионовск-Долгоруково-Нивенское в сторону пос. Нивенское. По пути я увидел стоявшую девочку лет четырнадцати. Я предложил подвезти её. Я решил, что в случае, если она сядет в машину, то я её убью. На моё предложение она согласилась и сказала, что ей надо во Владимирово. По пути, не доезжая Владимирово, я свернул с дороги вправо, заехал в заброшенный сад около кладбища. Там я убил её — задушил руками. Также при удушении использовал удавку. Насколько я помню, никаких насильственных сексуальных действий с ней я не совершал, но я не исключаю, что мог и совершить. Труп спрятал в саду, в траве.

### Смерть
Был помещён в калининградский следственный изолятор № 1. Содержался в одиночной камере. 11 октября 2006 года признался в совершении тринадцатого убийства, об обстоятельствах которого планировал рассказать позднее. Однако в ночь на 12 октября 56-летний педофил-убийца покончил с собой, повесившись на простыне. Убийца оставил краткую предсмертную записку, адресованную сыну, в которой просил прощения у своей семьи.
Следствие предполагает, что на счету Романова на самом деле около 20 убийств.

## В массовой культуре
- Документальный фильм «Бомбилы» из цикла «Особо опасен!» (2006)
- Документальный фильм «Маньяки проснулись» из цикла «Чистосердечное признание» (2007)
- Документальный фильм «Охотники на маньяков» (2008)
- Документальный фильм «Двойное дно» из цикла «Вне закона» (2013)